# Dia Internacional dels Monuments i Llocs Històrics
El Dia Internacional dels Monuments i Llocs Històrics se celebra cada any el dia 18 d'abril arreu del món amb diferents tipus d'activitats com visites a monuments i llocs històrics, conferències, taules rodones i articles sobre patrimoni.

## Història
El Dia Internacional dels Monuments i Llocs Històrics va ser proposat pel Consell Internacional dels Monuments i Llocs Històrics (ICOMOS) el 18 d'abril de 1982 i aprovat per l'Assemblea General de la UNESCO el 1983. L'objectiu és promoure la consciència sobre la diversitat del patrimoni cultural de la humanitat, la seva vulnerabilitat i els esforços necessaris per a la seva protecció i conservació.

## Temes del Dia Internacional de los Monuments i Llocs
| Any  | Tema                                                                       |
| ---- | -------------------------------------------------------------------------- |
| 2016 | The Heritage of Sporten castellà                                           |
| 2015 | Arxivat 2016-04-21 a Wayback Machine. en anglès                            |
| 2014 | "Heritage of Commemoration". en francès                                    |
| 2013 | "El patrimoni de l'educació".                                              |
| 2012 | "Patrimoni Mundial".                                                       |
| 2011 | "El Patrimoni Cultural de l'Aigua". en anglès                              |
| 2010 | "El Patrimoni de l'Agricultura".                                           |
| 2009 | "Patrimoni i Ciència". Arxivat 2015-04-27 a Wayback Machine. en anglès     |
| 2008 | "Patrimoni religiós i llocs sagrats". en anglès                            |
| 2007 | "Paisatges culturals i monuments de la naturalesa".                        |
| 2006 | "Patrimoni Industrial".                                                    |
| 2005 | "40è aniversari d'ICOMOS". Arxivat 2008-12-03 a Wayback Machine. en anglès |
| 2004 | "Arquitectura i Patrimoni a de Terra".                                     |
| 2003 | "Patrimoni Cultural Subaquàtic".                                           |
| 2002 | "Patrimoni del Segle XX". en anglès                                        |
| 2001 | "Salvar els nostres Pobles Històrics".                                     |